# Giambattista Vico
Giambattista Vico nebo Giovanni Battista Vico (vysl. džambatista víko, 23. června 1668, Neapol – 23. ledna 1744, Neapol) byl italský filosof, historik a právník, zakladatel filosofie dějin a jeden z prvních myslitelů kulturního vývoje národů a společnosti.

## Život
Vico se narodil v rodině knihkupce, ve škole vynikal, takže mohl přeskakovat ročníky, ale z jezuitské gramatické školy pro špatné zdraví i nespokojenost se školou odešel a vzdělával se sám jako autodidakt. Od roku 1686 byl vychovatelem, 1699 se oženil a stal profesorem rétoriky na univerzitě v Neapoli. Roku 1734 se stal historiografem neapolského krále Karla III. a 1741 se pro špatné zdraví stáhl do soukromí.

## Myšlení
Vico byl originální myslitel, který velmi četl, ale všechny inspirace přijímal po svém a kriticky. Tak byl silně ovlivněn Descartem, nicméně odmítl jeho představu, že by kritériem pravdy mělo být jasné a zřetelné poznání. Pravdivé je podle něho to, co jsme sami udělali; občanský život – podobně jako matematika – je založen na konstrukcích. Descartova racionální metoda je důležitá, nelze ji však uplatnit v politice nebo v občanském životě; to by bylo jako „zbláznit se podle pravidel rozumu“, chtít ve spletité skutečnosti postupovat jako podle pravítka.

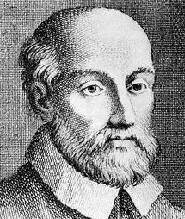
Giambattista Vico

Ani poznání nemůže postupovat jen racionální „geometrickou“ metodou, neboť v něm hraje podstatnou roli intuice a představivost. Vico tak rozlišoval raná čili „poetická“ – to znamená především tvořivá – období jednotlivých kultur, jimž odpovídá i poetické náboženství, poetické právo a podobně, a období racionální, kdy se lidé naučili používat rozumových nástrojů, což vedlo ke zdokonalování společnosti a růstu blahobytu. Nicméně časem se tím tyto kultury vyčerpají a upadají do „druhého barbarství“, „barbarství reflexe“.
Civilizace se vyvíjejí cyklicky ve třech fázích: božské, hrdinské a lidské. Každé z nich odpovídají specifické politické a společenské rysy a také literární prostředky. V božské fázi lidé chápou prostřednictvím porovnání, trop a metafor, v heroické prostřednictvím metonymií a synekdoch, jimž odpovídají feudální a monarchické instituce. Lidskou fázi charakterizuje demokracie a ironická reflexe. Tyto tři fáze se mohou opakovat a tvoří „věčné schéma dějin“.
Filosofie a věda stojí proti sobě, neboť v oblasti lidských zájmů je jen málo toho, co lze racionálně ověřit a odvodit z axiomů. Věda je založena na ověřování, kdežto společnost potřebuje „společný smysl“, sensus communis, podle něhož se lidé ve světě orientují a mohou také jednat. Vico zdůrazňuje aristotelskou „praktickou moudrost“ čili fronésis, která dokáže obě oblasti překlenout a spojit. V lidském a společenském životě hrají hlavní roli pravděpodobnost a okolnosti a pravdivé není to, co jasně poznáváme, nýbrž co dokážeme udělat (lat. verum et factum convertuntur).

## Dílo
- De nostri temporis studiorum ratione, Neapol 1708
- De antiquissima Italorum sapientia ex linguae Latinae originibus eruenda libri tres, Neapol 1710 (z plánovaných tří svazků realizován pouze první, Liber metaphysicus)
- Institutiones oratoriae, 1711
- Prima risposta, 1711 (odpověď na námitky proti Liber metaphysicus)
- Seconda risposta, 1712 (druná odpověď na námitky proti Liber metaphysicus)
- De rebus gestis Antonii Caraphaei, 1716
- De universi iuris uno principio et fine uno, Neapol 1720 (sám Vico nazval tento spis společně s následujícím Il diritto universale)
- De constantia iurisprudentis, 1721
- Principj di una scienza nuova d'intorno alla commune natura delle nazioni, Neapol 1725 (tzv. Scienza nuova prima)
- Vita di Giambattista Vico scritta da sé medesimo, in: Angelo Calogerà: Raccolta di opuscoli scientifici e filologici I, Venezia 1728, s. 145–256
- Cinque libri de' principj di una scienza nuova d'intorno alla commune natura delle nazioni, Neapol 1730 (2. vydání)
- Principj di scienza nuova d'intorno alla commune natura delle nazioni, Neapol 1744 (3. vydání)

### České překlady
- Giambattista Vico, Základy nové vědy o společné přirozenosti národů, Praha, Academia 1991 (překlad Martin Quotidian) ISBN 80-200-0051-8

## Význam a vliv
Vicovo hlavní dílo, „Základy nové vědy“ (Scienza nuova), vyšlo roku 1725 a podruhé 1730, nevyvolalo však valný zájem. Teprve později začalo působit a významně ovlivnilo další myšlení o společnosti. Vica četl Montesquieu, Rousseau a pravděpodobně i Diderot, schéma tří fází převzal Auguste Comte, navázal na něj Herder, Goethe, Coleridge, Hegel a Marx, v moderní době zejména Benedetto Croce, Bertrand Russell, Samuel Beckett, Isaiah Berlin, Karl Löwith a Marshall McLuhan. James Joyce napsal: „Když čtu Vica, moje představivost roste, což se neděje při četbě Freuda nebo Junga.“ Z českých badatelů se mu věnoval především Jaroslav Kudrna.
Vico představuje jakýsi most mezi humanismem a osvícenstvím. Jeho dílo je živé v literární vědě a Vico se pokládá za jednoho z objevitelů historické dimenze společnosti a její evoluce a za jednoho ze zakladatelů filosofie dějin, kulturologie, sociologie a konstruktivismu.